# Bruno Todeschini
Bruno Todeschini (Couvet, 19 settembre 1962) è un attore svizzero naturalizzato francese.

## Biografia
Nato a Couvet, Todeschini trascorse l'infanzia a Marin-Epagnier. Dopo gli studi all'École supérieure d'art dramatique di Ginevra, si unì ad una compagnia teatrale di Nanterre e cominciò a muovere i primi passi nel panorama recitativo francese.
Dalla metà degli anni ottanta prese parte a diverse produzioni cinematografiche. Nel 1992 ottenne un importante ruolo nel film La Sentinelle di Arnaud Desplechin, che lo consacrò come interprete del cinema d'autore. Negli anni successivi prese comunque parte anche a film più popolari e a varie fiction televisive, oltre a proseguire nell'impegno teatrale.
Nel 2003 interpretò il protagonista della pellicola Son frère, ruolo che gli valse la candidatura al Premio César per il migliore attore e agli European Film Awards per il miglior attore oltre a fargli vincere il Premio Lumière per il miglior attore.
Todeschini parla correntemente il francese e l'italiano. Nel 1997 è divenuto padre di un figlio di nome Romain, poi dal matrimonio con l'attrice Sophie Broustal ha avuto nel 2003 una bambina di nome Paloma.
Nel 2021 affianca Valeria Bruni Tedeschi nel film Gli amori di Anaïs.

## Filmografia

### Cinema
- Le caviar rouge, regia di Robert Hossein (1986)
- Hôtel de France, regia di Patrice Chéreau (1987)
- L'Amoureuse, regia di Jacques Doillon (1987)
- Outremer, regia di Brigitte Roüan (1990)
- Rien que des mensonges, regia di Paule Muret (1991)
- Sans un cri, regia di Jeanne Labrune (1992)
- La Sentinelle, regia di Arnaud Desplechin (1992)
- Mensonge, regia di François Margolin (1992)
- Ma saison préférée, regia di André Téchiné (1992)
- Le Nombril du monde, regia di Ariel Zeitoun (1993)

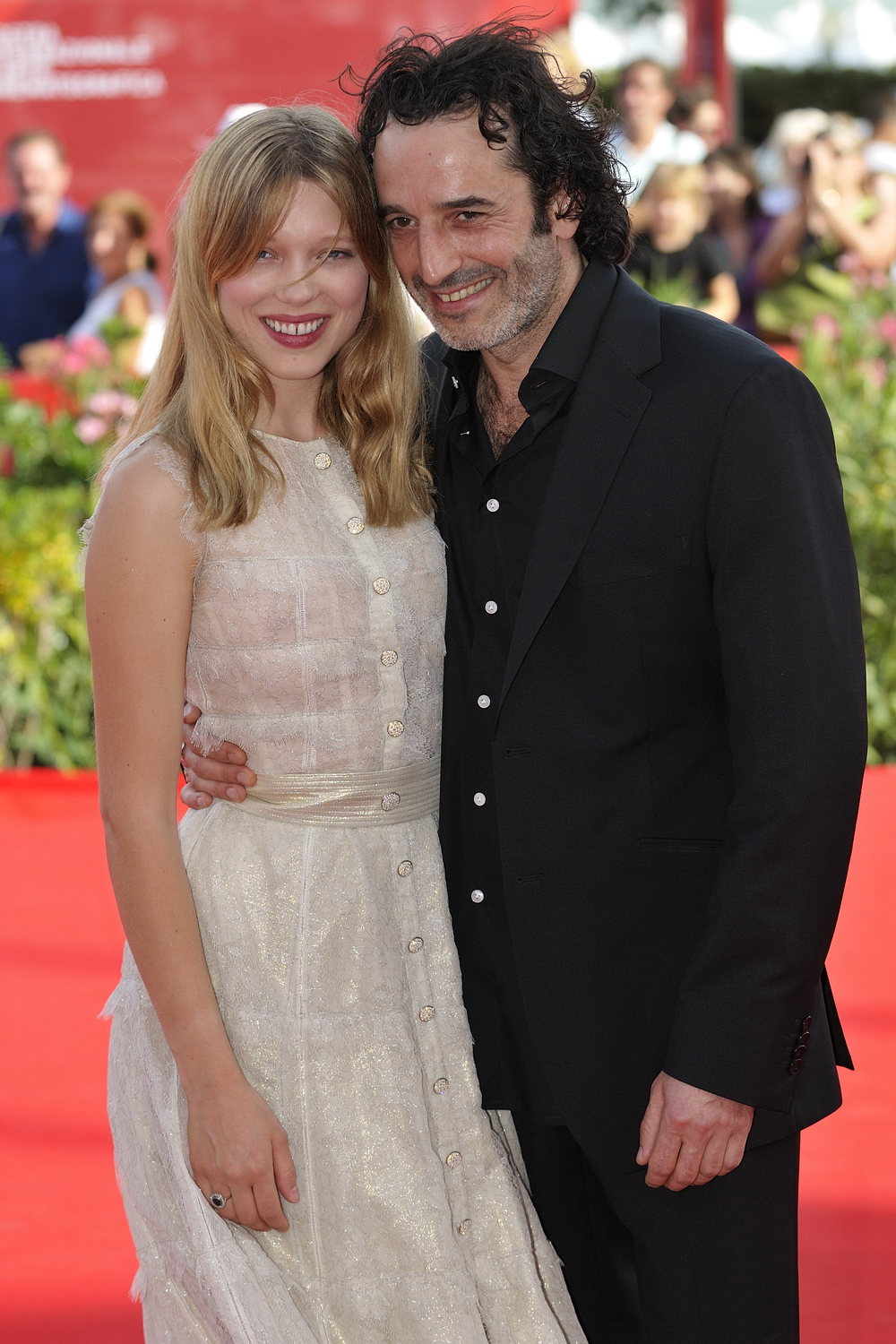
Bruno Todeschini con Léa Seydoux alla 66ª Mostra internazionale d'arte cinematografica di Venezia

- Fanfan, regia di Alexandre Jardin (1993)
- Couples et amants, regia di John Lvoff (1993)
- La regina Margot (La Reine Margot), regia di Patrice Chéreau (1994)
- Petits arrangements avec les morts, regia di Pascale Ferran (1994)
- À cran, regia di Solange Martin (1994)
- Alto basso fragile (Haut bas fragile), regia di Jacques Rivette (1995)
- Arance amare (Oranges amères), regia di Michel Such (1996)
- Territorio comanche, regia di Gerardo Herrero (1997)
- Ceux qui m'aiment prendront le train, regia di Patrice Chéreau (1998)
- Civilisées, regia di Randa Chahal Sabbag (1999)
- Storie (Code inconnu), regia di Michel Haneke (2000)
- Quand on sera grand, regia di Renaud Cohen (2000)
- Le Libertin, regia di Gabriel Aghion (2000)
- Chi lo sa? (Va savoir), regia di Jacques Rivette (2001)
- Une affaire privée - Una questione privata (Une affaire privée), regia di Guillaume Nicloux (2002)
- Une employée modèle, regia di Jacques Otmezguine (2002)
- Fleurs de sang, regia di Alain Tanner e Myriam Mézières (2002)
- Pelle d'angelo (Peau d'ange), regia di Vincent Pérez (2002)
- Son frère, regia di Patrice Chéreau (2003)
- Agents secrets, regia di Frédéric Schoendoerffer (2004)
- Le Dernier Jour, regia di Rodolphe Marconi (2004)
- Une aventure, regia di Xavier Giannoli (2005)
- Cavalcade, regia di Steve Suissa (2005)
- La petite Jérusalem, regia di Karin Albou (2005)
- Gentille, regia di Sophie Fillières (2005)
- Un couple parfait, regia di Nobuhiro Suwa (2005)
- 7 ans, regia di Jean-Pascal Hattu (2006)
- Une journée, regia di Jacob Berger (2006)
- Nessuna qualità agli eroi, regia di Paolo Franchi (2007)
- Le bruit des gens autour, regia di Diastème (2008)
- Unspoken, regia di Fien Troch (2008)
- Nuit de chien, regia di Werner Schroeter (2008)
- Sois sage, regia di Juliette Garcias (2009)
- Lourdes, regia di Jessica Hausner (2009)
- Orly, regia di Angela Schanelec (2010)
- Ma compagne de nuit, regia di Isabelle Brocard (2011)
- Switch, regia di Frédéric Schœndœrffer (2011)
- La délicatesse, regia di Stéphane e David Foenkinos (2011)
- L'oiseau, regia di Yves Caumon (2012)
- Au cas où je n'aurais pas la palme d'or, regia di Renaud Cohen (2012)
- Le nez dans le ruisseau, regia di Christophe Chevalier (2012)
- Papa Lumière, regia di Ada Loueilh (2013)
- French Connection (La French), regia di Cédric Jimenez (2014)
- La prossima pelle (La propera pell), regia di Isa Campo e Isaki Lacuesta (2016)
- Sette Giorni, regia di Rolando Colla (2016)
- La vita possibile, regia di Ivano De Matteo (2016)
- Il complicato mondo di Nathalie (Jalouse), regia di David Foenkinos e Stéphane Foenkinos (2017)
- Gli amori di Anaïs (Les Amours d'Anaïs), regia di Charline Bourgeois-Tacquet (2021)
- War - La guerra desiderata, regia di Gianni Zanasi (2022)
- Paradiso in vendita, regia di Luca Barbareschi (2024)
- Peripheric Love, regia di Luc Walpoth (2024)

### Televisione
- Série noire - serie TV (1986)

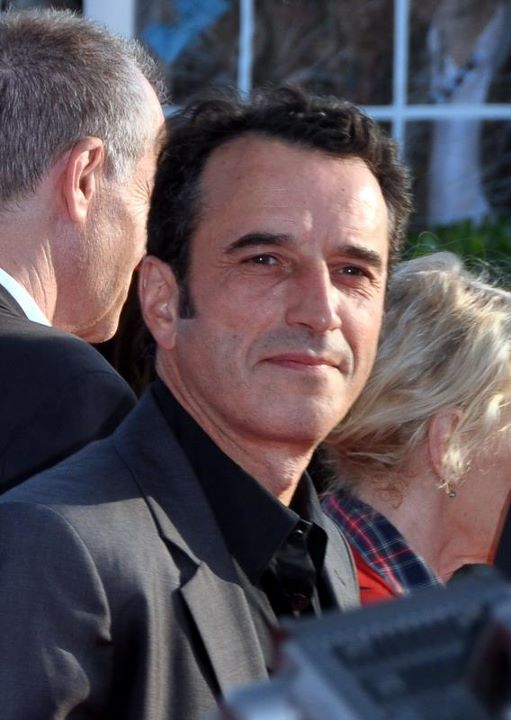
Bruno Todeschini al Festival del cinema americano di Deauville nel 2011

- Maigret tend un piège - serie TV (1996)
- La Juge Beaulieu - film TV (2000)
- À bicyclette - film TV (2001)
- Les Semailles et les Moissons - miniserie TV (2001)
- Alice Nevers - Professione giudice - serie TV (2002)
- Vénus et Apollon - serie TV (2005)
- Un amour à taire - film TV (2005)
- La maledizione dei Templari - miniserie TV (2005)
- Dans l'ombre du maître - film TV (2008)
- Murder Party - miniserie TV (2006)
- Opération Turquoise - film TV (2007)
- Hors du temps - film TV (2009)
- Myster Mocky présente - serie TV (2009)
- Au siècle de Maupassant: Contes et nouvelles du XIXème siècle - serie TV (2010)
- Corps perdus - film TV (2011)
- Antigone 34 - miniserie TV (2012)
- Il ritorno di Ulisse (Odysseus) – serie TV (2013)
- Les déferlantes - film TV (2013)
- 3 femmes en colère - film TV (2014)

## Doppiatori italiani
Nelle versioni in italiano dei suoi lavori, Bruno Todeschini è stato doppiato da:
- Christian Iansante in Son Frère
- Franco Mannella ne La maledizione dei Templari
- Sergio Di Stefano in Murder Party
- Enrico Di Troia in Lourdes
- Angelo Maggi ne Il ritorno di Ulisse
- Stefano Benassi ne La prossima pelle
- Pasquale Anselmo ne Il complicato mondo di Nathalie

## Premi e riconoscimenti
- Premi César
  - 2004: Migliore attore per Son frère, di Patrice Chéreau - Nomination

- Premi Lumière
  - 2004: Miglior attore per Son frère, di Patrice Chéreau - Vinto

- European Film Awards
  - 2003: Miglior attore per Son frère, di Patrice Chéreau - Nomination